# Restoration Island National Park
Restoration Island National Park är en park i Australien. Den ligger i delstaten Queensland, omkring 1 900 kilometer nordväst om delstatshuvudstaden Brisbane. Arean är 27,9 kvadratkilometer.
Trakten är glest befolkad. Det finns inga samhällen i närheten.
Savannklimat råder i trakten. Genomsnittlig årsnederbörd är 1 293 millimeter. Den regnigaste månaden är mars, med i genomsnitt 377 mm nederbörd, och den torraste är augusti, med 3 mm nederbörd.